# Hyphoderma naiophila
Hyphoderma naiophila är en svampart som beskrevs av Gilb. & Hemmes 2001. Hyphoderma naiophila ingår i släktet Hyphoderma och familjen Meruliaceae.   Inga underarter finns listade i Catalogue of Life.